# Patricio Villarejo
Patricio Villarejo (Buenos Aires, 23 de octubre de 1968) es un músico, chelista, compositor, director de orquesta, arreglador y productor discográfico argentino.
Formó parte de Convergencia, del Trío de Cámara de Tangos y Orquesta Típica de Osvaldo Pugliese.
Integra la Orquesta Sinfónica Nacional Argentina. Es fundador y director de la orquesta Kashmir.
Participa en la discografía de incontables artistas argentinos y de todo el mundo:
Charly García,
Fito Páez,
Pedro Aznar,
Luis Alberto Spinetta,
Litto Nebbia,
Julieta Venegas,
Peter Gabriel,
Cecilia Echenique,
Eva Ayllón,
Mercedes Sosa y
Ástor Piazzolla.

## Kashmir Orquesta

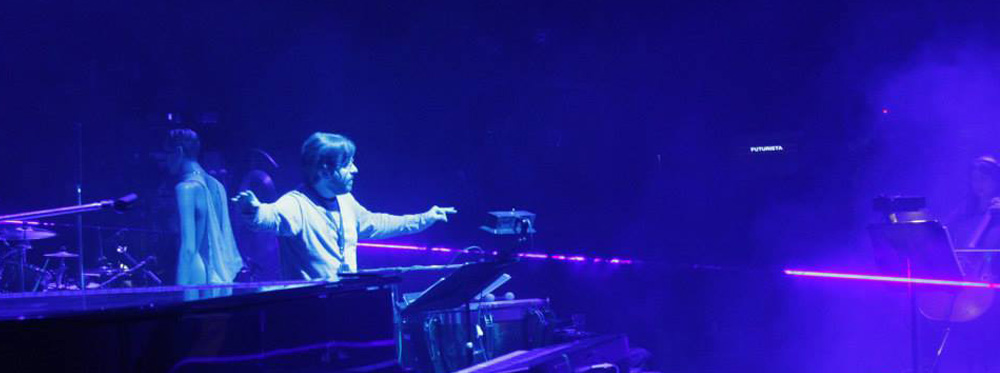
Patricio Villarejo al frente de la Kashmir Orquesta en el Teatro Colón de Buenos Aires, acompañando a Charly García.

Es el director y uno de los fundadores de la orquesta Kashmir, en conjunto con Carlos Cosattini. Kashmir es una orquesta que acompaña a artistas locales y extranjeros en sus shows en Buenos Aires y otros países. Se presenta junto a Charly García en las presentaciones del espectáculo "Líneas paralelas" en el Teatro Colón de Buenos Aires.
Se presentó junto a Fito Páez en conciertos orquestales dentro de la gira conocida como "Páez en América".

## Desde algún lugar
Desde algún lugar es el título del álbum producido por Litto Nebbia para Melopea Discos y que reúne en su mayoría composiciones de Patricio Villarejo, editado en 2013.
- Dos vidas (Patricio Villarejo)
- Obertura criolla (Patricio Villarejo)
- Ruca Leufquen (Patricio Villarejo)
- Raíz salvaje (Patricio Villarejo)
- Desde algún lugar (Patricio Villarejo)
- El trabajito (Patricio Villarejo- letra: Demián de los Santos)
- Bagualero (Patricio Villarejo - letra: Mariana Alpert)
- Pueblito en la niebla (Patricio Villarejo - Litto Nebbia)
- El pájaro uy uy uy (Patricio Villarejo)
- Zambita del sauzal (Patricio Villarejo - letra: Litto Nebbia)
- Milonga sin palabras (Ástor Piazzolla)

## Identidad
Identidad,  título del álbum de producción independiente, alterna versiones y  composiciones de Patricio Villarejo, editado en 2018.
- Forró Brasil (Hermeto Pascoal)
- El isondú (Patricio Villarejo)
- Ojos de videotape (Charly García)
- La Szymborska / Para los amores que nunca terminan (Nicolás Aldo Parente)
- Redemption song (Bob Marley)
- Reposo diáfano (Lito Vitale)
- Am I losing you (Coco Montoya)
- Elizabeth / Sobre una idea de Jorge Pinchevsky (Patricio Villarejo)
- Carnavalete (Patricio Villarejo)
- Los marginados (Patricio Villarejo - letra: Locurón Osk)
- Dolcissima María (F. Mussido - F. Premoli - M. Pagani )

## Playlist
Es el título de un álbum que se va realizando a través de singles, editados por el sello Acqua Records. La idea es que Patricio Villarejo invita a alguno de sus amigos musicales a realizar un tema en conjunto, con la premisa de que los haya marcado a los dos en alguna etapa temprana de sus carreras.
- Eleanor Rigby (Lennon - Mc Cartney) invitada: Elena Roger
- Tonada del viejo amor (Eduardo Falú) Invitado: Peteco Carabajal
- LLorando en el espejo (Charly García) Invitada: Lula Bertoldi

## Colaboraciones
Ha colaborado con gran cantidad de artistas argentinos y extranjeros:
- Osvaldo Pugliese
- Ástor Piazzolla
- Pedro Aznar
- Fernando Otero
- Litto Nebbia
- Charly García
- Luis Alberto Spinetta
- Alejandro Lerner
- Fito Páez
- Mercedes Sosa
- Lalo Schiffrin
- Raúl Carnota
- Sandra Mihanovich
- Peteco Carabajal
- Cuti y Roberto Carabajal
- Soledad Pastorutti
- Luciano Pereyra
- La Portuaria
- Los Piojos
- Memphis la Blusera
- Rata Blanca
- Diego Torres
- Coti Sorokin
- Palo Pandolfo
- Eva Ayllón (Perú)
- Vitor Ramil (Brasil)
- Cecilia Etchenique (Chile)
- Axel,
- Julieta Venegas
- Silvia Iriondo
- Lorena Astudillo
- Roxana Amed
- Álex Campos
- Cachorro López
- Sebastían Schon
- Juan Blas Caballero
- Dante Spinetta
- Illia Kuryaki and the Valderramas
- Vox Dei
- Ricardo Soulé
- Peter Gabriel
- Andrea Boccelli
- Alejandro Santos
- Patti Smith
- Isha Escribano
- Indra Mantras
- Natalia Lafourcade
- Lorena Astudillo

## Discografía

### Álbumes
- Convergencia - "Resumen al día" Melopea Discos, 1992
- "Lo mejor de la fusión argentina" Melopea Discos, 1998
- "Camino" Vitrubio Records, 2000
- "Tangos"' Sello Independiente , 2004
- '"Desde algún lugar"'  Melopea Discos, 2013
- "Kashmir", Kashmir orquesta, 2016
- "Identidad", Vitrubio Records, 2019
- "Playlist", Acqua Records, 2023